# 一国保守主义
一国保守主义（英語：One-nation conservatism）是英国保守党的一种务实的政治形式。該词由本傑明·迪斯雷利提出，他于1868年2月成为首相。他提出這种理念以吸引工薪阶层，并解决日益严重的社会分裂。作为一种政治观点，它認為社会存在并不断发展，社會成员应该互相帮助，在某种程度上，有意强调了上层阶级应该帮助下层阶级，或指社會及經濟政策能夠涵蓋各階層的保守主义。而一國保守主義同時也是一個主張以妥協和維持社會穩定爲中心，並拒絕意識形態至上的保守主義思潮。
这种意識形态在迪斯雷利的政策實施期间得到了快速发展，那时大量的社会改革得以实现。19世纪末，保守党逐渐放弃一國保守主義主張的家长式統治，而轉爲支持自由市場的资本主义。但由于对两次世界大战期间在激进主义和極端意識形態下的恐惧，使得溫和的一國保守主義在20世紀初复兴。一國保守主義一直到40年代的二战后仍然是社會共识，並影響了保守黨對工黨建立福利國家和國民保健署以及使用凱恩斯主義干預經濟的國家政策的寬容態度。而70年代新右派及撒切尔主義崛起，重新點燃保守黨的自由市場和自由放任的價值觀，抛棄了一國保守主義的思維方式。前保守党领袖、前首相大卫·卡梅伦称他最喜欢的保守党人就是一國保守主義者迪斯雷利。一些评论家和国会议员的领导者们，认为卡梅伦的意识形态包含了一些一國保守主義的元素，但本質仍是以撒切尔主义為基底的。一国保守派是保守党內的主流溫和派系，大卫·卡梅伦及文翠珊均主張一国保守主义。文翠珊的繼承者，鲍里斯·约翰逊也發表過類似的觀點聲明。

## 政治理论
一国保守主义主張在保障社会阶层完好的前提下，吸收工人阶层的支持。
迪斯雷利强调集体社会责任的重要性，而非自私。迪斯雷利警告说，英国正在把贫穷和富裕阶级变成两个国家。他强调一国保守主义需要务实而非墨守成规，对政治应该有灵活的政策。

## 历史
本傑明·迪斯雷利认为在1867年改革法案通过后，男性工人阶级已经得到解放，下一步应该进行社会改革。并且迪斯雷利发布了一系列支持他一国保守主义的政策，旨在进行一个和平的社会等级制度改革。他组建了一个皇家委员会，用于评估雇主与雇员之间的关系。